# Хойс, Алеш
Алеш Хойс (словен. Aleš Hojs; 12 декабря 1961, Любляна) — словенский политический и государственный деятель, министр обороны Словении (2012—2013), министр внутренних дел Словении (2020—2022), инженер.

## Биография
В 1988 году окончил факультет гражданского строительства Люблянском университете. Работал инженером по надзору в государственном управлении дорог. В 2006—2010 годах он был членом правления DARS, акционерного общества, управляющего словенскими автомагистралями, затем директором инвестиционной компании. Один из основателей Словенской ассоциации инженеров.
Был членом партии «Словенские христианские демократы», затем — «Новая Словения — Христианские демократы», избирался вице-председателем партии.
С февраля 2012 по март 2013 года занимал пост министра обороны Словении. 
С 206 года — член Словенской демократической партии.
С марта 2020 до июня 2022 года занимал должность министра внутренних дел Словении. На этом посту его сменила Татьяна Бобнар.
Опытный альпинист, участвовал в экспедициях в Южную Америку, Африку и на Гималаи.